# Giovanni di Polo
Giovanni di Poli, O.P. (Poli, ... – Cipro, 1º agosto 1332), è stato un religioso e arcivescovo cattolico italiano.

## Biografia
Gli storici discordano sulla sua famiglia di provenienza: per Placido Puccinelli, Giovanni apparteneva alla famiglia Rotellia, mentre per alcuni come Vincenzo Maria Fontana faceva parte dei de' Polo romani; altri ancora, come ad esempio Ferdinando Ughelli, lo annoverano nella casata pisana dei Provinciali.
I dubbi vengono fugati da un documento presente nell'Archivio di Stato di Perugia e contenente l'elenco dei priori del convento domenicano di Santa Maria in Gradi a Viterbo. Qui compare nel 1292 come magister Giovanni dei conti di Poli, Provinciale romano dal 1290 al 1297, proveniente dal convento domenicano della Minerva di Roma.
Fu nominato arcivescovo metropolita di Pisa da papa Bonifacio VIII il 2 febbraio del 1299 e vi rimase fino al 10 maggio del 1312, quando fu trasferito da papa Clemente V all'arcidiocesi cipriota di Nicosia, dove morì nel 1332.

## Successione apostolica
La successione apostolica è:
- Vescovo Aymeri de Nabinal, O.F.M. (1322)
- Vescovo Marco, O.P. (1328)